# 121483 Griffinjayne
121483 Griffinjayne è un asteroide della fascia principale. Scoperto nel 1999, presenta un'orbita caratterizzata da un semiasse maggiore pari a 3,1804158 UA e da un'eccentricità di 0,2234042, inclinata di 11,84303° rispetto all'eclittica.